# Єрузаль
Єрузаль (пол. Jeruzal) — село в Польщі, у гміні Ковеси Скерневицького повіту Лодзинського воєводства. Розташований на р. Хойнатка.
Населення — 208 осіб (2011).
Вперше згадується у 1290 року. 
У 1975-1998 роках село належало до Скерневицького воєводства.

## Пам'ятки історії та культури
- костел 1798 p.
- кладовище

## Демографія
Демографічна структура станом на 31 березня 2011 року:
|          | Загалом | Допрацездатний вік | Працездатний вік | Постпрацездатний вік |
| -------- | ------- | ------------------ | ---------------- | -------------------- |
| Чоловіки | 104     | 21                 | 64               | 19                   |
| Жінки    | 104     | 19                 | 58               | 27                   |
| Разом    | 208     | 40                 | 122              | 46                   |